# Uncharted (фильм, 2018)
«Uncharted» — фанатский приключенческий короткометражный фильм режиссёра Аллана Унгара. Короткометражка основана на серии игр «Uncharted», студии разработчиков Naughty Dog. Фильм был выложен на YouTube 16 июля 2018 года. Актёрский состав состоял из Нейтана Филлиона, Стивена Лэнга, Джино Седжерса, Мирси Монро и Эрни Рейеса

## Синопсис
Охотник за сокровищами Натан Дрейк (Нейтан Филлион) оказывается пойманным во время поиска потерянного сокровища «Цветка моря».

## В ролях
| Актёр          | Роль            |
| -------------- | --------------- |
| Нейтан Филлион | Нейтан Дрейк    |
| Стивен Лэнг    | Виктор Салливан |
| Джино Седжерс  | Диего           |
| Мирси Монро    | Елена Фишер     |
| Эрни Рейес     | Эл Тигре        |

## Производство
В январе 2018 года Филлион после разговора с Унгаром о проекте, был заинтересован данным проектом. Основные съёмки фильма начались 7 мая 2018 года в Лос-Анджелесе Калифорния и длились пять дней. Первые сцены снимались в Палмдейле, а экстерьеры особняка снимались в Санта-Кларите. Интерьеры снимались в Беверли-Хиллз, а финальная сцена снималась в Малибу. Филлион готовился к главной роли в фильме, а также выполнил большинство своих трюков. Согласно заявлениям Филлиона и Унгара, большая часть команды не знала, над чем они работали, пока Филлион не появился в гардеробе, поскольку производство было создано под вымышленным названием «Взлом и проникновение», который является ссылкой на одну из глав в игре «Uncharted 2».

## Релиз
Нейтан Филлион выпустил фильм через Twitter, Instagram и YouTube после размещения некоторых дразнилок в социальных сетях. Фильм собрал более двух миллионов просмотров за первые два дня После его выхода фанаты стали использовать Netflix или YouTube Premium в социальных сетях, чтобы превратить его в веб-сериал.

## Критика
Фильм получил преимущественно положительные отзывы от критиков, журналистов, фанатов и блогеров, которые высоко оценили работу Филлиона, а также режиссёрство Унгара.
Вице-президент Naughty Dog Нил Дракманн и создатель франшизы Эми Хенниг, поделились своей поддержкой в социальных сетях вместе со многими другими создателями игр.